# J.M. Barrie
James Matthew Barrie (ur. 9 maja 1860 w Kirriemuir, zm. 19 czerwca 1937 w Londynie) – szkocki dramaturg i powieściopisarz, który zasłynął na całym świecie jako autor sztuki i powieści Piotruś Pan (1911).

## Pochodzenie i lata młodości
James Matthew Barrie urodził się 9 maja 1860 w Kirriemuir w Szkocji. Jego ojciec David Barrie był tkaczem, zaś matka Margaret Ogilvy Barrie – córką kamieniarza. James był dziewiątym dzieckiem, miał siedem sióstr i dwóch braci. David Barrie pracował ciężko na utrzymanie tak licznej rodziny i na to, aby jego synowie mogli się kształcić. Matka zajmowała się starannym wychowaniem dzieci. Margaret Ogilvy pochodziła z rodziny należącej do najbardziej purytańskiego odłamu kościoła protestanckiego – sekty Auld Lichts. Rodzina Barrie nigdy nie opuściła niedzielnego nabożeństwa, na które uczęszczała do Free Church, odłamu Established Church of Scotland. Margaret ze wszystkich dzieci faworyzowała syna Davida. Chciała, aby w przyszłości został pastorem, jednak chłopiec w wieku 13 lat zginął tragicznie podczas jazdy na łyżwach; James miał wtedy 6 lat. Po śmierci Davida matka wpadła w depresję. Mały James próbował ją pocieszyć i zyskać jej uczucia, którymi wcześniej obdarzała Davida, m.in. poprzez noszenie ubrań po zmarłym bracie. Obsesyjny związek emocjonalny między Jamesem a jego matką odcisnął głęboki ślad w jego życiu. Po śmierci matki w 1896 James napisał jej biografię Margaret Ogilvy (1896).
James Matthew Barrie już od wczesnych lat dzieciństwa pragnął zostać pisarzem, a jako młody chłopak uwielbiał czytać takich autorów jak: Juliusz Verne, Thomas Mayne Reid i James Fenimore Cooper. Jednak rodzice Jamesa sprzeciwiali się jego marzeniom. Barrie uczył się w Dumfries Academy i na Uniwersytecie Edynburskim. W czasie studiów zaczął pisać artykuły dla miejscowych gazet. Po skończeniu nauki w 1882 Barrie nawiązał współpracę z The Nottingham Journal. W marcu 1885 Barrie, przy wsparciu swojego starszego o 19 lat brata Aleksandra, przeniósł się do Londynu, gdzie pracował jako dziennikarz, co przynosiło mu regularnie 20£ miesięcznie. Pierwsze sukcesy osiągnął w St. James’s Gazette po opublikowaniu serii artykułów pt. Auld Licht Idylls, zainspirowanych opowieściami matki o sekcie religijnej, w których prezentowała barwne postaci z Kirriemuir. Seria ta została wydana jako całość w 1888. W 1888 Barrie wydał własnym sumptem swoją pierwszą, dobrze przyjętą, powieść Better Dead. Kolejne książki Barrie'go Auld Lichts Idylls, A Window in Thrums (1889) i szczególnie The Little Minister (1891) przyniosły mu popularność i uznanie. Do jego przyjaciół należeli Thomas Hardy, Robert L. Stevenson. W 1894 Barrie poślubił aktorkę Mary Ansell, która grała w jego sztuce Walker, London. W czasie podróży poślubnej w Szwajcarii, państwo Barrie kupili psa rasy landseer, któremu dali imię Portos. Pies ten w późniejszym czasie odegrał znaczącą rolę w życiu Barriego. W 1909 Mary Barrie nawiązała romans z pisarzem Gilbertem Cannanem, a małżeństwo zakończyło się rozwodem.

## James Matthew Barrie i rodzina Llewelyn Davies
Do stworzenia historii Piotrusia Pana zainspirowały go zabawy z dziećmi Llewelyn Davies. Pierwsze spotkanie z nimi miało miejsce w 1897 lub 1898 roku podczas spaceru w Ogrodach Kensingtońskich, wtedy to Barrie wraz z psem Portosem napotkali dwóch najstarszych chłopców z nianią. Rodzina Llewelyn Davies składała się z Arthura (1863–1907), Sylvii (1866–1910) oraz ich pięciu synów: George’a (1893–1915), Jacka (1894–1959), Petera (1897–1960), Michaela (1900–1921) i Nicholasa (1903–1980).
Barrie bardzo zaprzyjaźnił się z chłopcami i ich matką, która należała do jego najlepszych przyjaciół. Arthur Llewelyn Davies nie był zbytnio zadowolony z bardzo częstych odwiedzin jego rodziny przez Jamesa. Po śmierci Arthura i Sylvii, James M. Barrie został opiekunem ich dzieci.
Relacje pisarza z rodziną Llewelyn Davies, oraz proces tworzenia Piotrusia Pana przedstawił dość luźno reżyser Marc Forster w filmie z 2004 roku pt. Marzyciel (Finding Neverland), gdzie główne role grają: Johnny Depp jako Barrie, Kate Winslet jako Sylvia Llewelyn Davies, oraz Julie Christie, Radha Mitchell, Dustin Hoffman, Kelly McDonald.

## Piotruś Pan
Barrie na zawsze zapisał się w historii literatury tworząc postać Piotrusia Pana, który żył w Nibylandii i nie chciał nigdy dorosnąć, wraz z innymi dziećmi prowadził wojnę z piratem Kapitanem Hakiem.
Piotruś Pan został po raz pierwszy wystawiony w Duke of York’s Theatre w Londynie 27 grudnia 1904. Historia zaczyna się w mieszkaniu Darlingów, które odwiedza Piotruś Pan wraz z Dzwoneczkiem. Uczy dzieci Darlingów latać. Wendy Darling i jej dwaj bracia wyruszają wraz z Piotrusiem Panem do Nibylandii, w której żyje wraz z innymi zgubionymi chłopcami. Wendy stała się matką dla chłopców. Kiedy Piotruś oddala się, zostaje ona wraz z resztą chłopców porwana przez pirata, Kapitana Haka. Piotruś ratuje ich. Po tych przejściach Wendy coraz bardziej tęskni za rodzicami, pragnąć do nich wrócić. Piotruś Pan zabiera więc Wendy i jej braci z powrotem do domu, odrzuca jednak propozycję adopcji przez państwa Darling. Wendy obiecuje mu, że będzie go odwiedzać każdego roku w czasie wiosennych porządków.
Historia Piotrusia Pana czekała kilka lat, do 1911 roku, na wydanie w ostatecznej wersji, jako fabuła z narracją. Książka została zatytułowana Peter and Wendy. W epilogu Piotruś odwiedza dorosłą Wendy. Barrie prawa wieczyste do Piotrusia Pana podarował szpitalowi dla dzieci Great Ormond Street Hospital.
Barrie jako autor Piotrusia Pana oraz znakomity dramaturg odebrał wiele zaszczytów: poznał Rodzinę Królewską, w 1913 odebrał tytuł szlachecki baroneta, zaś w 1922 roku został odznaczony Orderem Zasługi.
James Matthew Barrie zmarł 19 czerwca 1937 w Londynie, został pochowany na cmentarzu w Kirriemuir obok rodziców, siostry i brata Davida.

## Wybrana twórczość
- Bandolero, the Bandit, 1877 (pierwsza sztuka wystawiona w szkole)
- Auld Licht Idylls, 1888
- Better Dead, 1888 (pierwsza powieść)
- A Window in the Thrums, 1889
- My Lady Nicotine, 1890
- The Little Minister, 1891
- Ibsen's Ghost, 1891 (sztuka)
- Walker, London, 1892
- Margaret Ogilvy, 1896
- The Little White Bird, 1902
- The Admirable Crichton (Nieporównany Crichton), 1902 (sztuka)
- Peter Pan in Kensington Gardens, 1906 (Przygody Piotrusia Pana – tłumaczenie Zofia Rogoszówna, 1914)
- What Every Woman Knows, 1908 (sztuka)
- Old Friends, 1910 (sztuka)
- Peter and Wendy, 1911
- Dear Brutus, 1917 (sztuka)
- Mary Rose, 1920 (sztuka)
- Farewell, Miss Julie Logan: A Wintry Tale, 1931 (utwór opublikowany jako suplement gazety „The Times”)
- The Boy David, 1936 (sztuka)